# CoMix Wave Films
CoMix Wave Films, Inc. (яп. コミックス・ウェーブ・フィルム Комиккусу вэ:бу фируму) — японская анимационная студия и дистрибьюторская компания, основанная в районе Тиёда, Токио. В основном известна полнометражными аниме-фильмами режиссера Макото Синкая. Основана в марте 2007 года, отделившись от CoMix Wave Inc. Материнская компания была создана в 1998 году из Itochu Corporation, ASATSU (сейчас Asatsu-DK) и ещё ряда компаний.

## Фильмография

### Аниме-фильмы
| Год  | Название                     | Режиссёр      |
| ---- | ---------------------------- | ------------- |
| 2004 | «За облаками»                | Макото Синкай |
| 2005 | «Негадон — чудовище с Марса» | Дзюн Авадзу   |
| 2006 | «Ённа в уединённой крепости» | Кэнго Такэути |
| 2007 | «Пять сантиметров в секунду» | Макото Синкай |
| 2010 | «План Зет»                   | Дзюн Авадзу   |
| 2011 | «Ловцы забытых голосов»      | Макото Синкай |
| 2013 | «Сад изящных слов»           | Макото Синкай |
| 2016 | «Твоё имя»                   | Макото Синкай |
| 2019 | «Дитя погоды»                | Макото Синкай |
| 2022 | «Судзумэ закрывает двери»    | Макото Синкай |

### Аниме-сериалы
| Год  | Название                             | Режиссёр     |
| ---- | ------------------------------------ | ------------ |
| 2014 | «Дурацкие мировые новости»           | Юу Масимо    |
| 2015 | «Сложности жизни: Первый сезон??»    | Рёити Мори   |
| 2016 | «Последнее путешествие в город»      | Юки Нумата   |
| 2016 | «Этот парень занимается волшебством» | Соби Ямамото |
| 2017 | «Дурацкие мировые новости 2»         | Юу Масимо    |

### Короткометражные фильмы
| Год  | Название                  | Режиссёр      |
| ---- | ------------------------- | ------------- |
| 1999 | «Она и её кот»            | Макото Синкай |
| 2013 | «Чей-то пристальный взор» | Макото Синкай |